# En habit de cheval
En habit de cheval est un recueil de quatre pièces pour piano à quatre mains d'Erik Satie, composé en 1911 et orchestré la même année par l'auteur. 

## Présentation
Témoignage, à l'instar des Aperçus désagréables, du passage de Satie à la Schola Cantorum, En habit de cheval est composé en 1911. Le titre, éclaire le compositeur, se réfère à l'habit de l'animal, et non à celui du cavalier : « par exemple :... deux brancards fixés à une voiture à quatre roues ». Guy Sacre imagine ici Erik Satie « attelé aux règles austères du contrepoint, harnaché d'expositions, de développements, de strettes, et tâchant de conserver son allant naturel... ».
La partition est publiée en 1911 par Rouart-Lerolle et présente deux paires de choral et fugue.

## Structure
Le cahier, d'une durée moyenne d'exécution de six minutes environ, comprend quatre mouvements :
1. Choral — Grave
2. Fugue litanique — Soigneusement et avec lenteur
3. Autre Choral — Non lent
4. Fugue de papier — Assez modéré

## Analyse
La musicologue Adélaïde de Place détaille la succession des mouvements, avec en ouverture un court Choral de « douze mesures nobles et solennelles », puis une Fugue litanique « véritable fugue d'école au sujet sobre et mélancolique ». L'Autre Choral qui suit est encore plus bref que le choral initial et expose un « langage harmonique particulièrement riche ». Enfin, la Fugue de papier qui clôt le recueil présente un long sujet qui « déborde d'une plaisante légèreté » .

## Version orchestrale
En habit de cheval connaît également une version orchestrale, de la main de Satie lui-même. Plus que l'orchestration, « pourtant élaborée », Michel Parouty retient « la simplicité mélodique de ces quatre morceaux [...] de même que le caractère étrangement moderne de la seconde fugue, aux dissonances ambiguës ».
| Instrumentation                                                               |
| Bois                                                                          |
| 2 flûtes, 1 hautbois, 1 cor anglais, 2 clarinettes, 2 bassons, 1 sarrusophone |
| Cuivres                                                                       |
| 2 cors, 2 trompettes, 3 trombones, 1 tuba, 1 tuba contrebasse                 |
| Cordes                                                                        |
| premiers violons, seconds violons, altos, violoncelles, contrebasses          |

## Discographie

### Version pour piano à quatre mains
- Tout Satie ! Erik Satie Complete Edition[11], CD 5, Aldo Ciccolini et Gabriel Tacchino (piano), Erato 0825646047963, 2015.
- Satie: Complete Music for Piano Four Hands, Sandra et Jeroen van Veen (piano), Brilliant Classics 9129, 2009.

### Version pour orchestre
- Erik Satie — Parade, Relâche, En habit de cheval, La Belle Excentrique, Cinq Grimaces pour le Songe d'une nuit d'été, Le Piccadilly, Gymnopédies (orchestrées par Debussy) et 3e Gnossienne (orchestrée par Poulenc) — Orchestre national du Capitole de Toulouse sous la direction de Michel Plasson (juin 1988, EMI Classics CDC 7 49471 2), repris dans Tout Satie ! (Erik Satie Complete Edition, CD 1), Erato, 2015.

### Ouvrages généraux
- Adélaïde de Place, « Erik Satie », dans François-René Tranchefort (dir.), Guide de la musique de piano et de clavecin, Paris, Fayard, coll. « Les Indispensables de la musique », 1987, 867 p. (ISBN 978-2-213-01639-9, OCLC 17967083).
- Guy Sacre, La musique pour piano : dictionnaire des compositeurs et des œuvres, vol. II (J-Z), Paris, Robert Laffont, coll. « Bouquins », 1998, 2998 p. (ISBN 978-2-221-08566-0).
- François-René Tranchefort (dir.), Guide de la musique symphonique, Paris, Fayard, coll. « Les Indispensables de la musique », 1986, 896 p. (ISBN 2-213-01638-0).

### Monographies
- Vincent Lajoinie, Erik Satie, Lausanne, Éditions L'Âge d'Homme, 1985 (ISBN 978-2-8251-3228-9).
- (en) Robert Orledge, Satie the composer, New York, Cambridge University Press, coll. « Music in the 20th Century », 1990, 394 p. (ISBN 978-0-521-35037-2).
- Anne Rey, Satie, Paris, Éditions du Seuil, coll. « Solfèges », 1974, rééd. 1995, 192 p. (ISBN 978-2-02-023487-0 et 2-02-023487-4).
- Pierre-Daniel Templier, Erik Satie, Paris, Éditions Rieder, coll. « Maîtres de la musique ancienne et moderne » (no 12), 1932 (lire en ligne).
- Ornella Volta, Satie et la danse, Paris, Éditions Plume, 1992, 206 p. (ISBN 978-2-7021-2160-3)